# Reticoloistiocitosi multicentrica
La reticoloistiocitosi multicentrica è una forma rara di istiocitosi delle cellule non-Langerhans. 

## Epidemiologia
Esattamente non se ne conosce la reale incidenza, ma fino ad ora sono stati accertati 200 casi. 

## Clinica
È una malattia degenerativa di natura infiammatoria con particolare coinvolgimento delle articolazioni; l'insorgenza è insidiosa e di solito avviene attorno ai 50 anni.
Ha andamento altalenante ma può diventare invalidante, in particolar modo quando coinvolge le articolazioni della mano, del polso, della spalla, del ginocchio, dell'anca e della caviglia. 